# Apanteles lefevrei
Apanteles lefevrei är en stekelart som beskrevs av De Saeger 1941. Apanteles lefevrei ingår i släktet Apanteles och familjen bracksteklar. Inga underarter finns listade i Catalogue of Life.